# 後藤孝典
後藤 孝典（ごとう たかのり、1938年 - ）は、日本の弁護士および税理士。東京弁護士会・東京税理士会所属。
水俣病被害者救済運動に関わり、一株運動を提案発起、チッソ株主総会議決取消訴訟、熊本県知事による水俣病認定否定の行政処分の取消を求める行政不服審査請求をはじめとする数々の民事・行政事件で勝訴を勝ち取ってきた。著書に『現代損害賠償論』（日本評論社）など。

## 経歴・人物
- 愛知県名古屋市生まれ
- 1964年 名古屋大学在学中に司法試験合格。
- 1965年 名古屋大学法学部卒業
- 1967年 東京弁護士会に弁護士登録
- 1973年 東京税理士会に税理士登録
- 1979年 ハーバード大学法科大学院（ロースクール）にリサーチフェローとして留学
- 1982年-1987年 筑波大学大学院非常勤講師。講義名「法と経済」
- 2008年-現在 一般社団法人日本企業再建研究会理事長
- 2013年 ふるさとづくり有識者会議委員（内閣官房内）

## 手がけた事件

### 水俣病事件
- 1970年、水俣病の被害者救済に関わり、チッソ一株運動を提案発起。チッソ株主総会場において江頭豊社長と直接対決し、患者としての名誉を回復する闘いを支援[3][2]。

- 同年、1970年度チッソ株主総会議決取消を自ら原告として訴え、大阪地裁一審勝訴、大阪高裁二審勝訴の上、1983年最高裁判決でも勝訴する[2][4]。

- 1971年、川本輝夫ら9人の水俣病未認定患者の代理人として、熊本県知事の水俣病認定否定の行政処分の取消を求める行政不服審査請求をした。当初の請求先は厚生省だったが、同年8月7日、環境庁（1971年7月1日設立、初代長官大石武一）は、行政不服審査の棄却処分を取り消し、熊本県と鹿児島県に対し審査やり直しを命じた[5][6]。

- 1980年、水俣病患者・川本輝夫がチッソとの自主交渉のさなかに社員ともみあいになり、傷害罪で起訴された、いわゆる「チッソ川本事件」（1972年）について、最高裁で起訴そのものが違法だとして公訴棄却の決定を勝ち取る[7]。

### クロロキン薬害事件
- 1982年、クロロキン薬害事件で、一審勝訴。その後の二審勝訴も勝訴。厚生省を相手にした最高裁判決では勝訴にならなかったが、医療機関・薬品会社からの賠償金を獲得した[8]。この時、後藤の下にいたのが「無罪請負人」と言われる弘中惇一郎。

### アニータ事件
- 2001年、「青森県住宅供給公社巨額横領事件」、いわゆるアニータ事件で、青森県住宅供給公社の代理人として債権を回収。

チリ人女性アニータ・アルバラードと結婚した同公社職員が多額の横領を行ったことが発覚、職員が逮捕された。横領額のうち約11億円がチリ人妻に渡ったとされ、チリ人妻はサンティアゴ郊外に豪邸を建てた。
チリの法律によれば、妻の財産は夫の財産となるため、夫の財産権を行使し、裁判手続きによらないで、1回目に7200万円、2回目に2100万円をそれぞれ回収した。

### その他の事件
- 1969年、国学院大学映画研究会フィルム差押事件最高裁勝訴。

- 1978年、新幹線運賃差額返還訴訟、東京地方裁判所で勝訴。

東海道新幹線の東京－大阪間の普通運賃が、遙かに運行距離の長い在来線東海道の東京－大阪間と同じなのはおかしいとして、1975年福井のデザイナーが当時の国鉄を相手に差額200円の返還を請求して訴えた。一審では勝訴したが、二審判決直前に新幹線と在来線が同一運賃になるように国鉄運賃法が改正された。
- 日本の銀行の海外(アメリカ、オーストラリア、フランス)融資契約後のトラブル解決
- 外資系会社と日本商社とのジョイントベンチャー契約
- バブル崩壊後の海外企業への不動産信託受益金の売却
- 多国籍の絡む船舶差押（ニューヨーク港、名古屋港、アブダビ港）事件
- 2001年の商法並びに税法の改正に伴い、中小企業のための会社分割、民事再生による債務者企業の立て直しの成功例多数
- 税務訴訟多数
- 総合病院（２００ベット）立ち上げ業務

## テレビ番組
- 「魂の事業 その承継～どうなる？日本企業」 http://www.ch-sakura.jp/programs/program-info.html?id=1686　（日本文化チャンネル桜。So-TV 隔週木曜日、ニコニコ（有料） 隔週木曜日17:00配信開始、ニコニコ（無料）有料配信翌日 12:00配信開始、YouTube 隔週木曜日プレミア公開）

## 著書
- 『現代損害賠償論 』（日本評論社、1982年）
- 『日本警察の生態学』（ウォルター・L・エイムズ著、後藤孝典訳、勁草書房、1985年）
- 『クスリの犯罪―隠されたクロロキン情報』（責任編集、有斐閣、1988年）
- 『沈黙と爆発 ドキュメント「水俣病事件」』（集英社、1995年）ISBN 978-4087751956* 『中小企業が力強く生き抜くための実務「会社分割活用法」』（日本中小企業経営支援専門家協会事業承継研究会 (著), 後藤 孝典 (監修) 中央経済社、2004年）ISBN 978-4502925207
- 『小でも大を食うことができる「実践　会社法」』(かんき出版、2006年）ISBN  978-4761263539
- 『「中小企業の組織再編・事業承継」 法務、税務、会計実務の主要論点』（日本中小企業経営支援専門家協会組織再編研究会 (著), 後藤 孝典 (監修)、中央経済社、2007年）ISBN 978-4502394607
- 『債務超過でも出来る会社分割　企業はこうして強くなる』（かんき出版、2003年）ISBN
- 『［第６版大刷新］会社分割　債務超過でも企業を再建できる 企業を守り、雇用を守る！』（かんき出版、2011年）ISBN  978-4761267766
- 『裁判をこえる紛争解決手続 事業承継ADRの利用法』（後藤孝典、牧口晴一共著、中央経済社。2012年）ISBN 978-4502062605
- 『事業承継 「不安・トラブル」納得する解決法！』（かんき出版､2014年）ISBN 978-4761270308
- 『中小企業における株式管理の実務』（後藤孝典、牧口晴一、野入美和子、日本企業再建研究会共著、日本加除出版、2015年）ISBN 978-4817842312
- 『会社の相続: 事業承継のトラブル解決』（小学館､2018年）ISBN  978-4093885959
- 『事例にみる一般社団法人活用の実務―法務・会計・税務・登記― 第2版補訂版』（後藤孝典、野入美和子、SUパートナーズ税理士法人共著、日本加除出版、2019年）ISBN  978-4817845481
- 『会社分割をきわめる─会社強靱化の新たな技法』（民事法研究会、2020年）ISBN  978-4865563368
- 『親族外事業承継と株主間契約の税務』（後藤 孝典 編著、牧口 晴一その他著、民事法研究会、2021年）ISBN 978-4865564587